# Panchlora exoleta
Panchlora exoleta es una especie de cucaracha del género Panchlora, familia Blaberidae. Fue descrita científicamente por Burmeister en 1838.

## Distribución
Habita en Costa Rica, Panamá, Colombia, Brasil, Ecuador, Perú, Paraguay y Argentina.